# Чайяфун
Чайяфун е една от 76-те провинции на Тайланд. Столицата ѝ е едноименния град Чайяфун. Населението на провинцията е 1 095 360 жители (2000 г. – 14-а по население), а площта 12 778,3 кв. км (7-а по площ). Намира се в часова зона UTC+7. Разделена е на 16 района, които са разделени на 124 общини и 1393 села.